# Иван Блажев
Иван Блажев е български скулптор.

## Биография
Роден е в плевенското село Мечка. През 1950 г. завърша Художествената академия в класа по скулптура на Марко Марков. През 1951 г. се присъединява към Съюза на българските художници.
Творчеството му е разнообразно. Материалите, с които работи, включват бронз, дърво, камък и теракота. Използва също метода на галванопластиката. По-известни негови творби са: „Жажда“, „Майка“, „Обич“, „Пред гроба на татко“ и други. Създава също декоративни и нефигурални пластики – „Аржурска пластика“, „Любов“, „Прегръдка“ и други. Има проекти за монументална украса – „Арка“, „Етажи“, „Декоративен знак“ и други. Негово дело са множество паметници на видни българи в различни градове, сред които са: Иван Вазов (Сопот и София), Никола Вапцаров (Банско), Найден Геров (Лом), Станислав Доспевски (Пазарджик), Васил Левски (Чирпан), Елин Пелин (Елин Пелин), Цанко Церковски (Бяла Черква) и други. Има прозвището „скулпторът на Пейо Яворов“, защото изработва множество скулптури на поета, включително тази пред къщата музей в София и множество в Чирпан – родния град на Яворов.
Излага собствени творби на международни и общи художествени изложби. През 1986 г. организира самостоятелна изложба, където представя свои пластики или фотоси на свои паметници.
Носител е на орден „Св. св. Кирил и Методий“ – II и I степен. През 2002 г. е обявен за почетен гражданин на Чирпан.